# Heinz Weitzendorf
Heinz Weitzendorf (* 4. Mai 1931 in Altenweddingen) ist ein deutscher Komponist und Dirigent.

## Leben
Heinz Weitzendorf ging zunächst an die Vorstudienabteilung Arbeiter-und-Bauern-Fakultät in Halle. Danach studierte er Chorleitung an der Deutschen Hochschule für Musik Berlin. Von 1957 bis 1962 war er als Dirigent beim Ernst-Hermann-Meyer-Ensemble der Humboldt-Universität zu Berlin, beim Staatlichen Volkskunstensemble der Deutschen Demokratischen Republik und beim Ensemble des Ministeriums des Inneren tätig. Zudem studierte er Komposition bei Wolfgang Hohensee in Berlin. Ab 1963 war er Sekretär des Berliner Bezirksverbandes des Verbandes der Komponisten und Musikwissenschaftler der DDR. Er komponierte überwiegend Blas- und Vokalmusik. Seine Werke erschienen im Verlag Neue Musik.

## Auszeichnungen
- 1977: Vaterländischer Verdienstorden in Bronze[1]
- 1981: Hanns-Eisler-Preis
- 1981: Kunstpreis der NVA
- 1984: Vaterländischer Verdienstorden

## Werke (Auswahl)
- Ja, Häuser baun. Zum Fundamente legen (1965)
- Die Ballade vom Soldaten John (1966)
- Die Welt muß sich drehn (1968)
- Bei den Funkern (1972)
- Sinfonischer Revolutionsmarsch